# رین (خواننده)
رِین (به انگلیسی: Rain) با نام اصلی جونگ جی هون (به کره‌ای: 정지훈؛ به انگلیسی: Jung Ji-Hoon، زادهٔ ۲۵ ژوئن ۱۹۸۲) خواننده و بازیگر اهل کرهٔ جنوبی می‌باشد.
حرفهٔ موسیقایی رین شامل ۷ آلبوم و ۲۸ تک‌آهنگ می‌باشد. وی از سال ۲۰۰۳ وارد حرفهٔ بازیگری شد و در سال ۲۰۰۶ در اوّلین فیلم سینمایی خود، «من یک سایبورگ هستم، ولی مشکلی نیست»، به ایفای نقش پرداخت.

رین اوّلین بازیگر کره‌ای بود که بخاطر ایفای نقش در فیلم «نینجای قاتل» جایزهٔ ام‌تی‌وی را از آنِ خود کرد.

## ترانه‌شناسی
| آلبوم‌های استودیوئی - ۲۰۰۲: پسر بد - ۲۰۰۳: رین ۲ - ۲۰۰۴: باران می‌بارد - ۲۰۰۶: جهان رین - ۲۰۰۸: رینیسم - ۲۰۱۴: تأثیر باران چندآهنگه‌ها - ۲۰۱۰: بازگشت به ریشه | آلبوم‌های استودیوئی - ۲۰۰۶: باران ابدی گردآوری‌شده‌ها - ۲۰۰۶: اعمال زودهنگام |

## فیلم‌شناسی

### فیلم‌ها
| سال  | عنوان                              | نقش                 |
| ---- | ---------------------------------- | ------------------- |
| ۲۰۰۶ | من یک سایبورگ هستم، ولی مشکلی نیست | پارک ایل-سون        |
| ۲۰۰۸ | رقابت سرعت                         | ته‌جو توگوکان        |
| ۲۰۰۹ | نینجای قاتل                        | رایزو               |
| ۲۰۱۲ | آرتوبی: بازگشت به ابتدا            | کاپیتان جونگ ته-یون |
| ۲۰۱۴ | شاهزاده                            | مارک                |
| ۲۰۱۴ | هونگ یان لو شوین                   | شوی چونگ شوین       |

### مجموعه تلویزیونی
| سال  | عنوان                   | شبکه    | نقش                     |
| ---- | ----------------------- | ------- | ----------------------- |
| ۲۰۰۲ | سلطان دیسکو             | اس‌بی‌اس  | خودش                    |
| ۲۰۰۲ | نارنجی                  | اس‌بی‌اس  | خودش                    |
| ۲۰۰۳ | فرار کن ما ما           | کی‌بی‌اس  | خودش                    |
| ۲۰۰۳ | سانگ دو! بیا بریم مدرسه | کی‌بی‌اس  | چا سانگ-دو              |
| ۲۰۰۴ | خانهٔ کامل               | کی‌بی‌اس  | لی یونگ-جه              |
| ۲۰۰۴ | بانوی دفتر خاطرات قدیمی | کی‌بی‌اس۲ | خودش                    |
| ۲۰۰۵ | درام بانجون             | اس‌بی‌اس  | خودش                    |
| ۲۰۰۵ | عشقی برای کشتن          | کی‌بی‌اس  | کانگ بوک-گو             |
| ۲۰۱۰ | فرار: نقشهٔ دوّم          | کی‌بی‌اس۲ | جی-وو                   |
| ۲۰۱۶ | برگرد آجوشی             | اس‌بی‌اس  | لی هه جون / کیم یونگ سو |
| ۲۰۲۲ | دکتر روح                | تی‌وی‌ان  | چا یونگ-مین             |